# Mesembryanthemum vaginatum
Mesembryanthemum vaginatum är en isörtsväxtart som beskrevs av Jean-Baptiste de Lamarck. Mesembryanthemum vaginatum ingår i Isörtssläktet som ingår i familjen isörtsväxter. Inga underarter finns listade i Catalogue of Life.